# 科沃拉

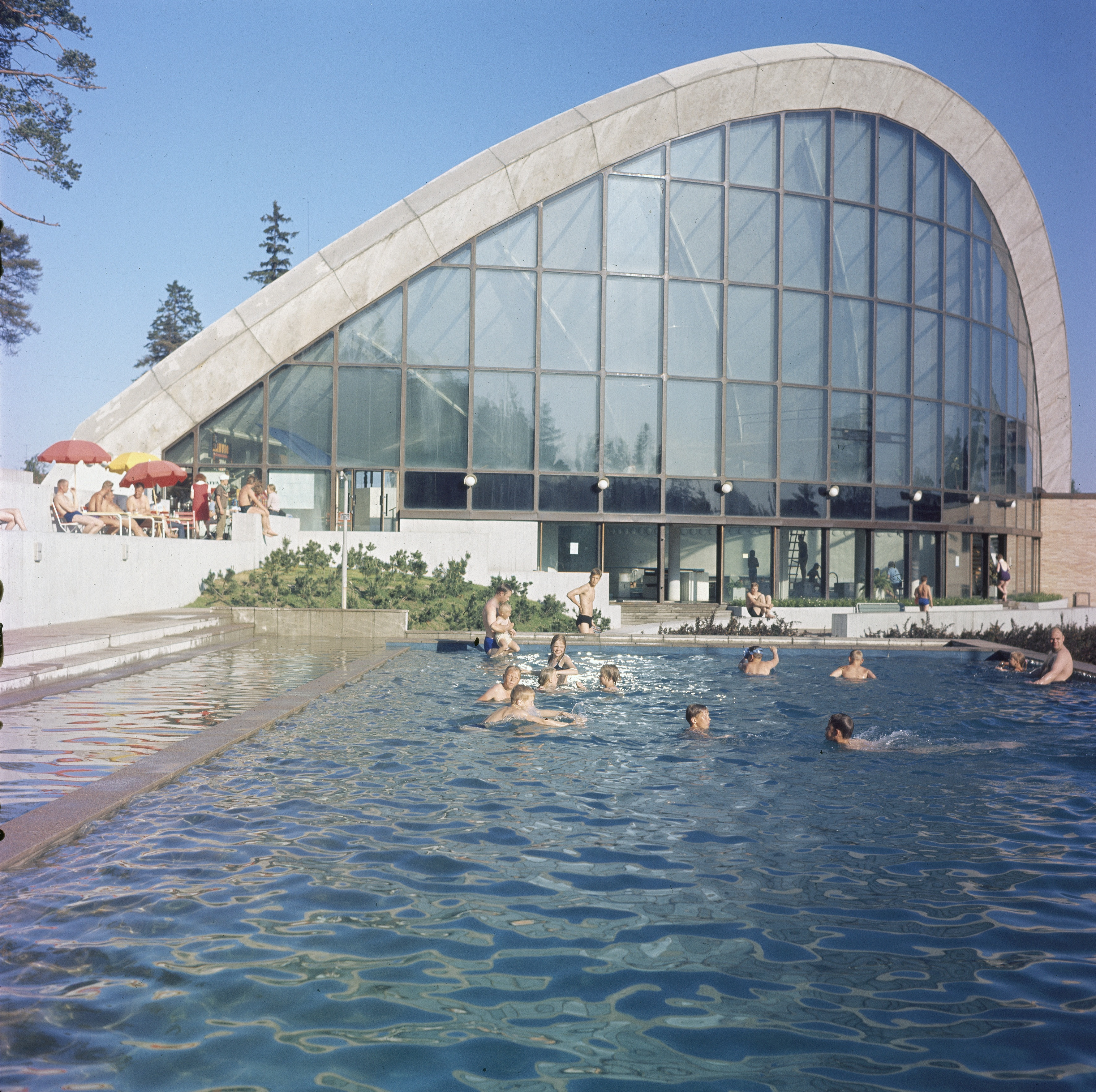
科沃拉室内游泳池

科沃拉（芬蘭語：Kouvola）是芬蘭屈米河谷区的市鎮，位於該國東南部，距離首都赫爾辛基134公里，面積2,883.30平方公里，2012年人口87,592，其中約97%居民的母語是芬蘭語。

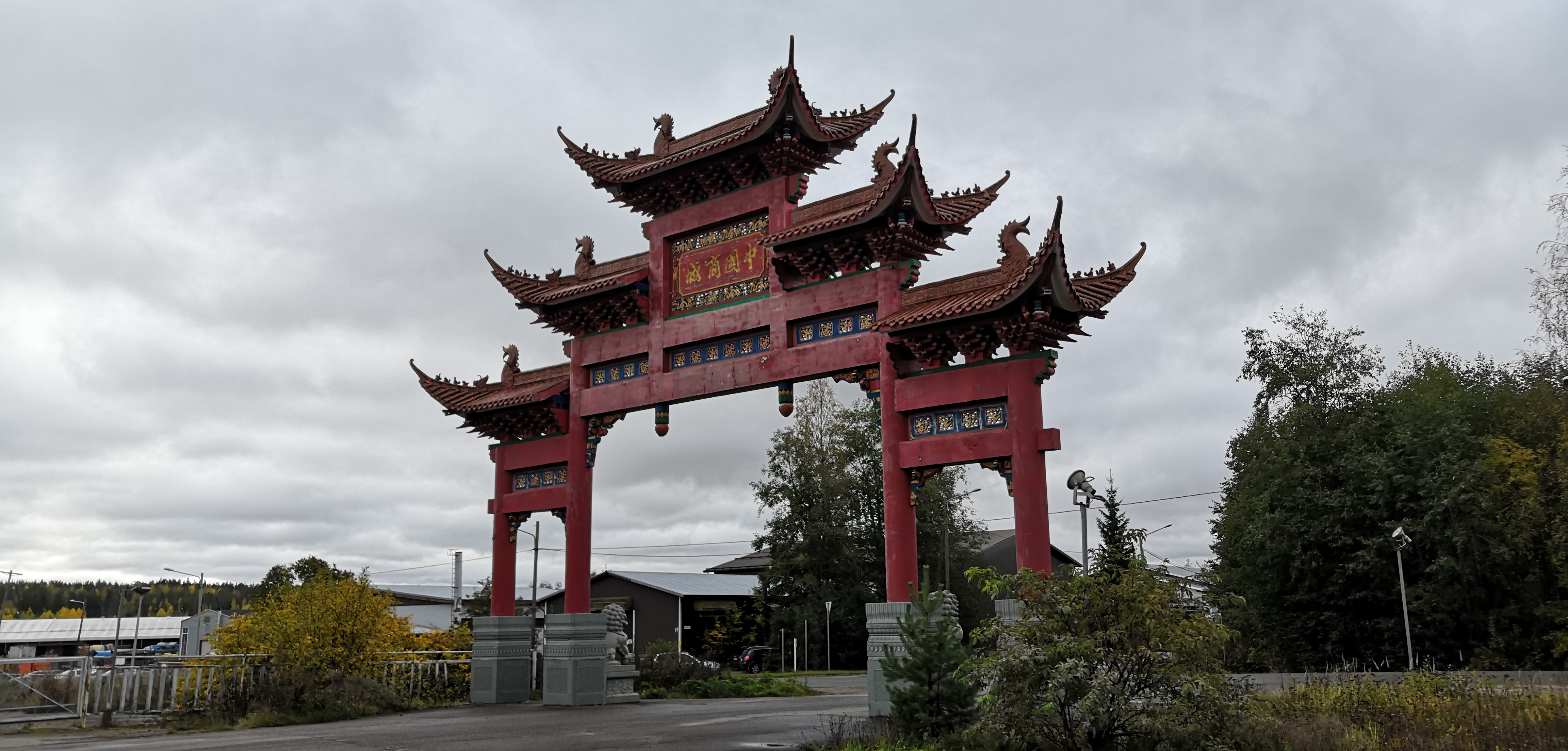
科沃拉的牌坊

TikTok計劃在科沃拉建立其中一個資料中心。